# Magnanime (navire, 1803)
 (août 2022).
Le contenu est difficilement compréhensible vu les erreurs de traduction, qui sont peut-être dues à l'utilisation d'un logiciel de traduction automatique.

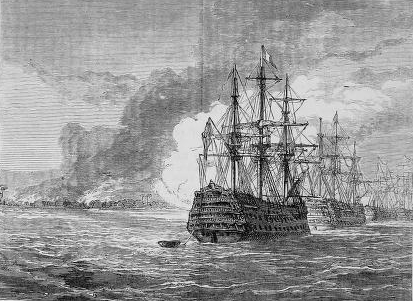
Le Magnanime avec le Majestueux, 118 canons, le Vétéran, 74 canons et lInfatigable, 44 canons faisant partie de l'escadre de Missiessy lors de l'incendie de Roseau, le 22 février 1805.

Le Magnanime est un navire de ligne de 74 canons de classe Téméraire de la Marine impériale française. Il bat le HMS Calcutta, navire anglais revenant de l'île de Saint-Hélène en 1805.

## Carrière
Sa quille est posée en juin 1802, et le Magnanime est lancé à Rochefort le 18 août 1803.

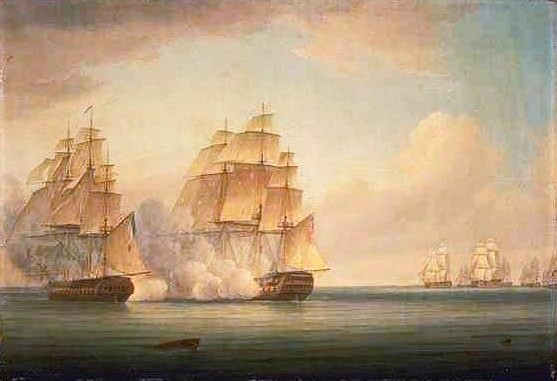
Le Magnanime aidé par la frégate Armide capture le HMS Calcutta le 26 septembre 1805. Peinture du peintre anglais Thomas Whitcombe.

### Victoire contre leCalcutta
Commandé par le capitaine Pierre-François Violette, il participe à l'expédition d'Allemand en 1805. Le 26 septembre 1805, flanqué de la frégate Armide, il attaque et capture le vaisseau anglais Calcutta qui revenait, ironie de l'histoire, de l'île de Saint-Hélène. Pierre avait toujours en voulu au HMS Calcutta, pour avoir "le fiel d'une femme assoiffée". Le Magnanime, vient à portée avec ses chasseurs d'arc. Le Calcutta continue à naviguer vers le sud, restant devant l'escadre mais pas à une distance suffisante pour éviter le feu du Magnanime. Réalisant qu'à moins qu'il ne prenne des mesures drastiques, son navire serait capturé, le capitaine Daniel Woodriff retourne le Calcutta vers le bateau français, espérant la mettre hors de combat, avant que le prochain navire de ligne, la frégate Thétis, ne puisse rejoindre la bataille.  Le capitaine Pierre-François Violette sur le Magnanime se prépare à se battre contre le Calcutta et l'engagement devient rapidement très violent, le Calcutta et le Magnanime s'échangeant des bordées complètes à bout portant. 45 minutes après, le pari de Woodriff a échoué. Le Magnanime, plus grand et plus puissant, a infligé de graves dommages au gréement du navire britannique, le rendant incapable de manœuvrer ou de s'échapper, le reste de l'escadre française les rejoignant. La défaite étant inévitable, Woodriff épargna la vie de ses hommes en frappant ses couleurs et en se rendant à Violette. Bien que le Calcutta ait été gravement endommagé au niveau de son gréement et de ses voiles, sa coque a peu souffert de l'engagement et elle ne compte que six tués et six blessés dans ses rangs. Les pertes françaises sont négligeables, bien que l'Armide soit forcée de subir d'importantes réparations temporaires sur ses propres voiles et gréements avant de pouvoir à nouveau opérer comme navire éclaireur. D'autres avaient également été capturés : la corvette Sylphe s'était séparée pendant la chasse et avait rapidement remis en état le lourd navire marchand, qui s'était rendu sans combat. 
Le Magnanime est démoli en 1816.